# Fuck the System
Fuck the System ist das achte Studioalbum der schottischen Punkband The Exploited. Es wurde 2003 rund sieben Jahre nach dem vorangegangenen Album veröffentlicht. Für die in den USA von Spitfire Records veröffentlichte Version wurde der Name des Albums in „F**k the System“ geändert, auch die Titelnamen wurden entsprechend verändert.

## Hintergrund
Die Band sah sich beim Songwriting einem großen Druck ausgesetzt, weil man ihnen nicht zutraute, den Erfolg des Vorgängers „Beat The Bastards“ zu wiederholen. Vor den Aufnahmen standen daher über 60 Stücke zur Auswahl. Auch die Studioaufnahmen dauerten sehr lange, weil Bandkopf Wattie Buchan mit keiner Aufnahme zufrieden war:

„Ich hatte blöderweise ständig Probleme mit meiner Stimme. Oder ich war für den jeweiligen Song nicht in der richtigen Stimmung. Die Studios haben wir auch einige Male gewechselt. Wir sind so verdammt stolz auf unsere letzten drei Alben, dass alles perfekt sein muss[te].“

Es kam aus diesem Grund zu Differenzen mit der Plattenfirma und zu mehrfachen Wechseln des Aufnahmestudios. Nach Meinung der Band sollte das Ergebnis mehr nach den frühen Stücken der Band klingen, z. B. soll das Lied „Never Sell Out“ das Gefühl der 1980er Jahre transportieren.

## Inhalte
Die Texte der Lieder sind überwiegend politischen Inhalts linksgerichtet. „Lie To Me“ handelt davon, dass die Regierenden die von ihnen regierten belügen, „Holiday In The Sun“ kritisiert die Todeslager im Kosovo. Persönliche Inhalte verarbeitete Buchan in „Why Are You Doing This To Me“ (über eine ehemalige Freundin) und „Fucking Liar“ (über seine zu der Zeit aktuelle Freundin). In „I Never Changed“ berichtet Buchan darüber, wie er sich selber sieht. Das Titellied „Fuck the System“ soll zum Ausdruck bringen, dass sich niemand von den Herrschenden vorschreiben lassen soll, wie er zu leben habe.
Die weibliche Stimme, die in „There Is No Point“ die Zeile „Pick up the phone, shithead“ spricht, war die damalige Freundin von Buchan. Es handelte sich um eine Nachricht, die sie auf Buchans Anrufbeantworter hinterlassen hatte.

## Rezensionen
Das Album erhielt überwiegend gute und sehr gute Kritiken. Das Rock Hard merkt an, dass mittlerweile auch Lieder in mittlerem Tempo zu hören sind und vergibt 10/10 Punkten. Das Onlinemagazin whiskey-soda.de charakterisiert das Album als „Punk der Oberklasse“ und „brutal einfach und doch so genial“. Nach Meinung von metal.de ist das Album zwar kein Meilenstein, allerdings sei die Band sich treu geblieben und biete „heftigsten Punkrock auf hohem Aggressionslevel“ mit unüberhörbaren Einflüssen aus dem Heavy Metal. Adam Bregman von Allmusic bezeichnet das Album als Lehrstunde für die neue Generation von Punkbands wie blink-182 oder The Offspring und vergibt vier von fünf Sternen. Bei laut.de erhielt das Album ebenfalls vier von fünf Punkten.

## Titel
1. „Fuck the System“ – 4:15
2. „Fucking Liar“ – 2:34
3. „Holiday in the Sun“ – 2:24
4. „You're a Fucking Bastard“ – 2:38
5. „Lie to Me“ – 2:16
6. „There Is No Point“ – 2:05
7. „Never Sell Out“ – 2:35
8. „Noize Annoys“ – 2:06
9. „I Never Changed“ – 1:58
10. „Why Are You Doing This to Me“ – 2:25
11. „Chaos Is My Life“ – 2:11
12. „Violent Society“ – 2:14
13. „Was It Me“ – 4:32